# I'm Running
I'm Running (limba română:Fug/Alerg) este un cântec pop al artistei Dalma Kovács. Cu această piesă Dalma va intra în Selecția Națională 2010.

## La Eurovision
Piesa a ajuns în Finala Națională din România. Pe 6 martie 2010 va fi determinat rezultatul.